# Benjamin Huger
Benjamin Huger (1746 – 11 mai 1779) est l'un des cinq frères Huger de Caroline du Sud qui sert dans la guerre d'indépendance des États-Unis. Huger devient un proche ami de La Fayette, l'ayant rencontré à son arrivée près de Georgetown en 1777, et son fils Francis Kinloch Huger joue un rôle dans la libération temporaire de La Fayette de la prison d'Olomouc dans les années 1790.
Huger est tué par un tir ami accidentel près de Charleston (Caroline du Sud). Son petit-fils est le général confédéré Benjamin Huger.

## Source de la traduction
- (en) Cet article est partiellement ou en totalité issu de l’article de Wikipédia en anglais intitulé « Benjamin Huger (American Revolution) » (voir la liste des auteurs).